# William Cruickshank

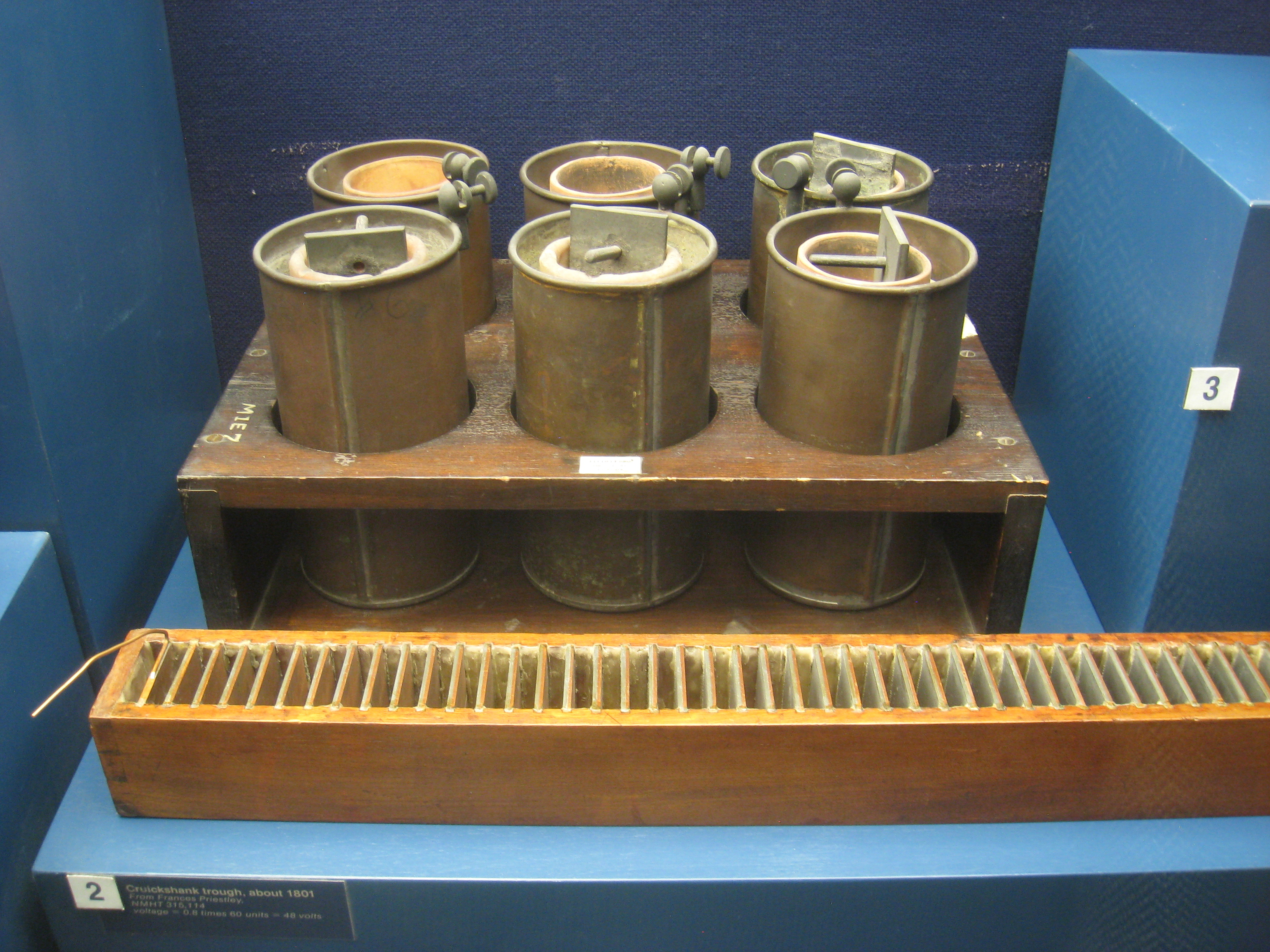
Bateriile lui William Cruickshank, deţinute de Joseph Priestley

William Cruickshank' (d. 1810 sau 1811) a fost un chirurg militar și chimist scoțian, și profesor de chimie la Academia Regală Militară din Woolwich.